# M-51 (フィールドジャケット)

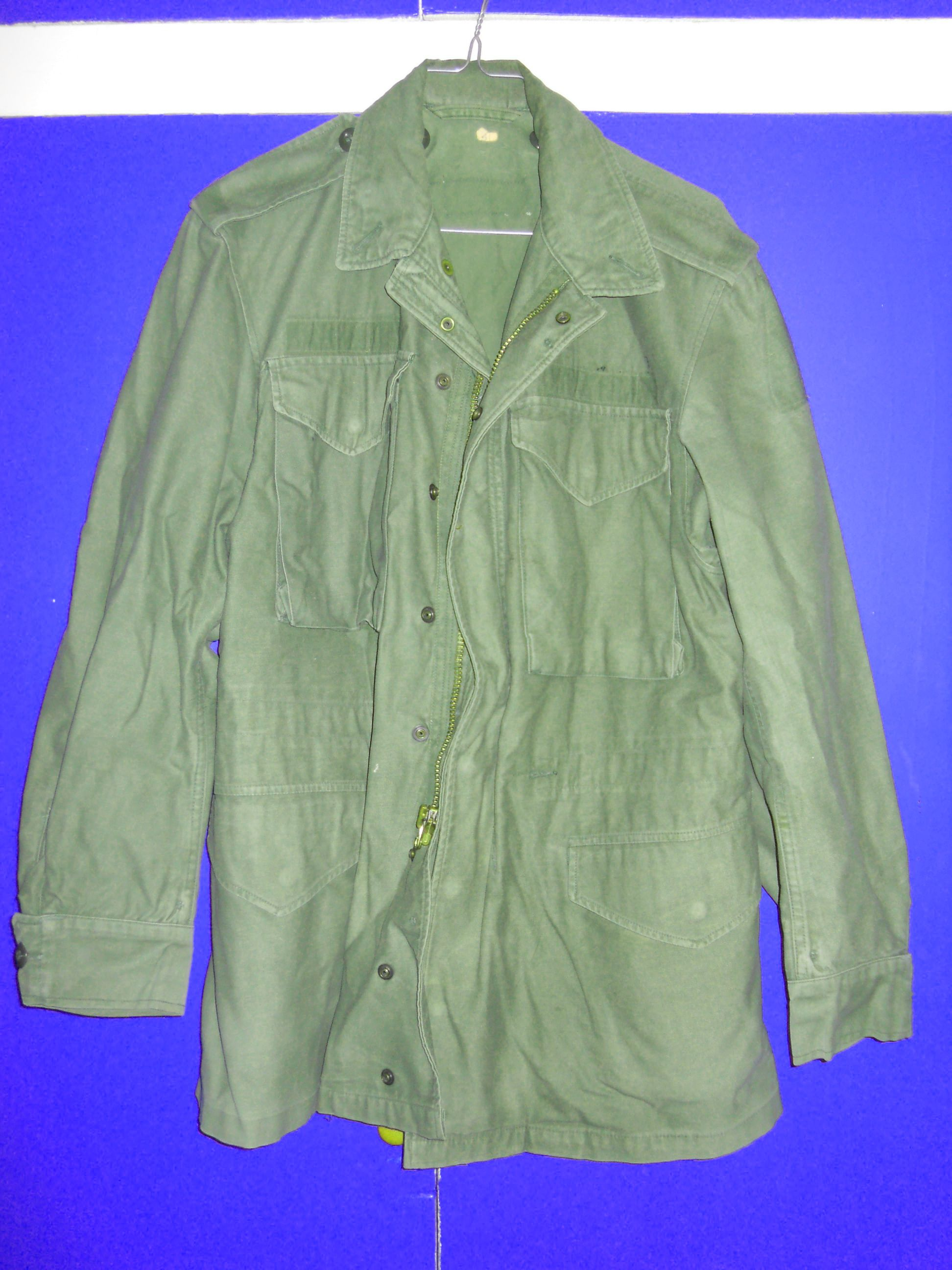
M-51 フィールドジャケット

M-51フィールドジャケット（英: M-1951 field jacket）はアメリカ軍の冬期用防寒上着（フィールドジャケット）。
仕様番号MIL-C-11448にて規定される。正式呼称はCOAT, MAN'S, FIELD, OLIVE GREEN 107, M-1951。

## 概要
1950年代初頭から1960年代後半、M-65フィールドジャケットに移行するまで15年以上生産されてきたため、時代により裁断のパターンや細部の仕様が変更された様々なモデルが存在する。
当初の仕様番号はMIL-J-11448(QMC)であったが、1953年3月27日にMIL-C-11448に変更された。これに伴い呼称もJACKET, SHELL, FIELD, M-1951からCOAT, MAN'S, FIELD, M-1951に、1956年5月1日以降はCOAT, MAN'S, FIELD, OLIVE GREEN 107, M-1951に変更された。
M-51というモデル名から、いわゆるモッズコート（M-51シェルパーカ）と混同されることがあるが、両者は全くの別物である。

## M-51の特徴
外観は、M-43、M-50の意匠を引き継ぎ、M-65に至る一連のフィールドジャケットの系統に連なっている。M-50からの主な変更点は
- 前あわせが比翼仕立てのボタン閉じからファスナーとスナップボタンの二重閉じになった
- ポケットのフラップの留め具がボタンからスナップボタンになった
- チンストラップが省略された[1]
- 腰の引き紐の出口が内側から外側になり裾にも引き紐が追加された

表地の素材はオリーブグリーン色（OG-107）の9オンスコットンサテン生地。1950年代にはコットンポプリンの海兵隊モデルが、1960年代にはナイロン混紡のモデルや、緑色（AG-255）のアグレッサー部隊モデルも製造されている。
ポケットは大型のものが胸部左右に1つずつ、腰部左右に1つずつの計4つ備え付けられている。これはM-43以降共通の意匠となっている。それぞれのポケットにはフラップがあり、金属製のスナップボタンで閉じられるようになっている。胸側のポケットはマチ付き、腰側のポケットは開口部が玉縁仕上げとなっている。腰側のポケットはウールコットンフランネル生地などが使われている。
肩にはショルダーループ。袖は袖口をボタンで2段階に絞ることができ、肘の部分にプリーツが観察される。
前あわせはスナップボタンと大型のファスナーによる二重閉じを採用。手袋をしたままでも操作し易いよう、ファスナーの引手には紐が装着されている。主にアルミ製ファスナーが用いられているが、真鍮製ファスナーのモデルも製造されている。
前あわせとポケットのスナップボタンは全て見返し側のみに打ち込まれており、金属部が本体の表面に露出しないようになっている。
裾と腰の部分には引き紐（ドローコード）が取付けられており、ジャケットを体に密着させ寒さを防ぐことができるようになっている。腰の引き紐の端はM-41、M-50では内側だったが、M-51では外側に変更された。
本体の内側には防寒用ライナーを固定するためのボタンがついており、ライナーを装着することで、より厳寒な環境に対応できるように設計されている。ライナーは仕様番号MIL-L-11449にて規定。正式呼称はLINER, COAT, MAN'S FIELD, M-1951。袢纏のような形状をしており、ウールパイルがライニングされている。
襟にはフィールドジャケット専用のプレーンなフードと、シェルパーカと共用のファー付きフードの2種類を取り付けられるようになっている。フィールドジャケット専用フードは仕様番号MIL-H-11577にて規定。正式呼称はHOOD, WINTER, COTTON, OLIVE GREEN, M-1951。引き紐がつけられており、絞ることで頭部との密着度を調節することできる。
当初チンストラップが省略されていたが、1960年代製造のモデルでは復活採用されている。
サイズは胸囲に合わせてX-Small、Small、Medium、Large、X-Largeの5種類、身長に合わせて各々のサイズ毎にShort、Regular、Longの3種類がある。ただしX-SmallとX-Largeには身長サイズのバリエーションはない。
ライナーのサイズはX-Small、Small、Medium、Large、X-Largeの5種類。すべての身長サイズ共通で、胸囲サイズ毎のバリエーションになっている。

## その他
1960年代末期から1970年代初頭にかけて勃発した全共闘運動では、参加した学生の間で米軍払い下げの野戦服をはじめとする軍用衣類を取り入れたファッションが流行し、特に日大闘争では多くの日大生が上野の中田商店で購入したM-51を着用していたとされる。